# خسوس آریانو
خسوس آریانو (انگلیسی: Jesús Arellano؛ زادهٔ ۸ مهٔ ۱۹۷۳) یک بازیکن فوتبال بازنشسته اهل مکزیک است. 
از باشگاه‌هایی که در آن بازی کرده‌است می‌توان به باشگاه فوتبال گوادالاخارا اشاره کرد.
وی همچنین در تیم ملی فوتبال مکزیک بازی کرده و در سه جام جهانی ۱۹۹۸، ۲۰۰۲ و ۲۰۰۶ به میدان رفته است.